# Maralaleng
Maralaleng est une ville du Botswana.